# Buryń
Buryń (ukr. Буринь) – miasto na Ukrainie w obwodzie sumskim, siedziba władz rejonu buryńskiego. Ośrodek przemysłu spożywczego.
Stacja kolejowa.

## Historia
W 1930 roku zaczęto wydawać gazetę.
Miasto od 1964.
W 1989 liczyła 12 893 mieszkańców.
W 2013 liczyła 9134 mieszkańców.